# Фову (футбольный клуб)
«Фову» (фр. Fovu) — камерунский футбольный клуб из города Бахам, выступающий в чемпионате Камеруна. Домашней ареной клуба является муниципальный стадион Бафуссам, вместимостью 20 тысяч зрителей.

## История
В 1960 году была основана футбольная команда «Пегас», которая спустя шесть лет была преобразована в «Юнион Бахам», который выступал в третьем дивизионе. В современном виде клуб «Фову» появился 17 ноября 1978 года благодаря усилиям учителя Грегуара Бьянке. Название клуба отсылает к пещерам Фову, находящихся в Бахаме.
В 1994 году команда стала участником чемпионата Камеруна, где в первом сезоне заняла 10 место. Свой лучший сезон в истории «Фову» провёл в 2000 году, став чемпионом Камеруна. Трижды клуб становилась победителем Кубка Камеруна (2001, 2010, 2023). В рамках Суперкубка «Фову» добился одной победы при двух поражениях.
Успехи на национальном уровне позволили клубу четыре раза сыграть на всеафриканском уровне в рамках Лиги чемпионов КАФ, Кубка обладателей кубков КАФ и Кубка Конфедерации КАФ, но значительных успехов не добивалась. В 2006 году команда сыграла в финале Кубка УНИФФАК, уступив в финале конголезскому «Силу».
В составе команды в разное время играли футболисты, имеющие опыт выступления за национальную сборную Камеруна, такие как Жан Эфала, Вилли Намеджи, Фрэнсис Эбембе, Маркус Мокаке, Франсуа Дикуме и Джозеф Левоно.
С августа 2023 года главным тренером команды является Эммануэль Ндумбе Боссо.

## Достижения
- Чемпион Камеруна: 2000
- Победитель Кубка Камеруна: 2001, 2010, 2023
- Победитель Суперкубка Камеруна: 2001

## Последние результаты
| Сезон   | Див. | Место | Кубок Камеруна |         | Сезон | Див. | Место       | Кубок Камеруна |
| ------- | ---- | ----- | -------------- | ------- | ----- | ---- | ----------- | -------------- |
| 2007    | I    | 4     | 1/8 финала     | 2017    | II    | 3    |             |                |
| 2007/08 | I    | 5     | 1/8 финала     | 2018    | I     | 5    | 1/16 финала |                |
| 2008/09 | I    | 5     | 1/16 финала    | 2019    | I     | 13   | 1/4 финала  |                |
| 2009/10 | I    | 12    | Победитель     | 2019/20 | I     | 7    |             |                |
| 2010/11 | II   | 5     | 1/16 финала    | 2020/21 | I     | 4    | 1/8 финала  |                |
| 2011/12 | II   | 3     | 1/32 финала    | 2022    | I     | 4    | 1/8 финала  |                |
| 2013    | I    | 6     | 1/8 финала     | 2022/23 | I     | 7    | Победитель  |                |
| 2014    | I    | 9     | 1/8 финала     | 2023/24 | I     | 19   | 1/8 финала  |                |
| 2015    | I    | 16    | 1/16 финала    | 2024/25 | I     |      |             |                |
| 2016    | II   | 5     | 1/32 финала    | 2025/26 |       |      |             |                |

## Континентальный турнир
| Сезон   | Турнир                       | Этап   | Соперник       | Дома | Гости | Общий          |
| ------- | ---------------------------- | ------ | -------------- | ---- | ----- | -------------- |
| 2001    | Лига чемпионов КАФ           | первый | Петру Атлетику | 2-2  | 2-3   | 4-5            |
| 2002    | Кубок обладателей кубков КАФ | первый | Ле-Ситаден     | 1-0  | 3-1   | 4-1            |
| 2002    | Кубок обладателей кубков КАФ | второй | Полис          | 0-0  | 0-0   | 0-0 (3-4 пен.) |
| 2011    | Кубок Конфедерации КАФ       | предв. | ЮСФА           | 2-1  | 1-3   | 3-4            |
| 2024/25 | Кубок Конфедерации КАФ       | первый | Пейнсвилл      | 0-1  | 0-4   | 0-5            |